# Burgen (Mosel)
Burgen is een plaats in de Duitse deelstaat Rijnland-Palts, en maakt deel uit van de Landkreis Mayen-Koblenz. Burgen ligt aan de monding van de Baybach in de Moezel en telt 751 inwoners.

## Bestuur
De plaats is een Ortsgemeinde en maakt deel uit van de Verbandsgemeinde Rhein-Mosel in de Landkreis Mayen-Koblenz.

## Verkeer en vervoer
Burgen is gelegen aan de B49 tussen Koblenz en Trier. Burgen had een spoorweghalte aan de spoorlijn Koblenz - Perl. Het station lag aan de andere zijde van de Moezel en was bereikbaar via een veerpont. In 1980 is de halte opgeheven. Ter compensatie werd de buslijn van Koblenz naar Brodenbach verlengd naar Burgen, welke sindsdien zorgt voor openbaar vervoer. De veerpont raakte eind jaren 90 defect en werd niet meer gerepareerd. Sindsdien is het niet meer mogelijk in Burgen de Moezel over te steken en zijn inwoners aangewezen op verkeersbruggen in nabijgelegen plaatsen.

## Foto's

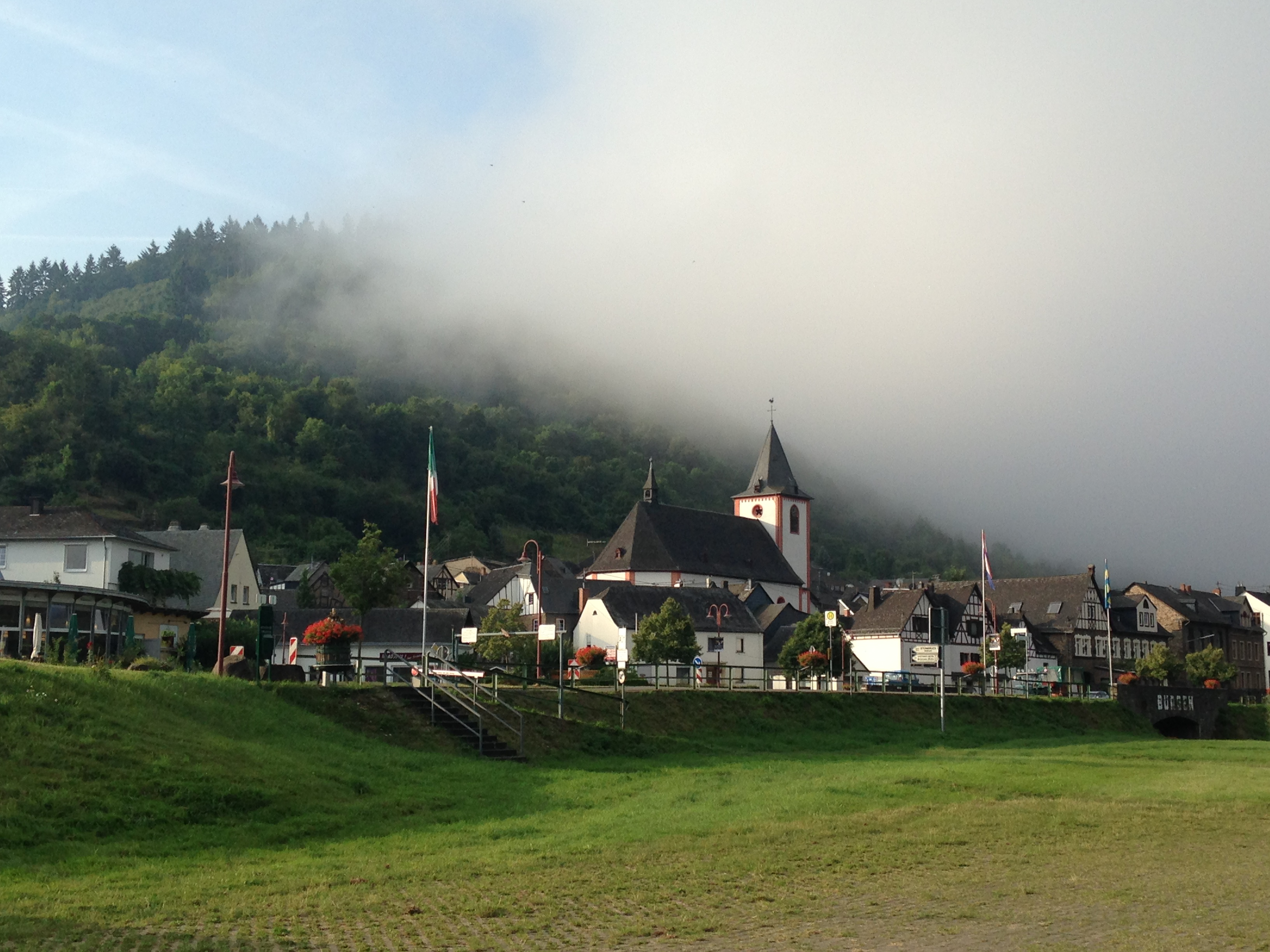
Burgen aan de Moezel

Acht ·
Alken ·
Andernach ·
Anschau ·
Arft ·
Baar ·
Bassenheim ·
Bell ·
Bendorf ·
Bermel ·
Boos ·
Brey ·
Brodenbach ·
Burgen ·
Dieblich ·
Ditscheid ·
Einig ·
Ettringen ·
Gappenach ·
Gering ·
Gierschnach ·
Hatzenport ·
Hausten ·
Herresbach ·
Hirten ·
Kalt ·
Kaltenengers ·
Kehrig ·
Kerben ·
Kettig ·
Kirchwald ·
Kobern-Gondorf ·
Kollig ·
Kottenheim ·
Kretz ·
Kruft ·
Langenfeld ·
Langscheid ·
Lehmen ·
Lind ·
Löf ·
Lonnig ·
Luxem ·
Macken ·
Mayen ·
Mendig ·
Mertloch ·
Monreal ·
Mülheim-Kärlich ·
Münk ·
Münstermaifeld ·
Nachtsheim ·
Naunheim ·
Nickenich ·
Niederfell ·
Niederwerth ·
Nörtershausen ·
Oberfell ·
Ochtendung ·
Pillig ·
Plaidt ·
Polch ·
Reudelsterz ·
Rhens ·
Rieden ·
Rüber ·
Saffig ·
Sankt Johann ·
Sankt Sebastian ·
Siebenbach ·
Spay ·
Thür ·
Trimbs ·
Urbar ·
Urmitz ·
Vallendar ·
Virneburg ·
Volkesfeld ·
Waldesch ·
Weiler ·
Weißenthurm ·
Weitersburg ·
Welling ·
Welschenbach ·
Wierschem ·
Winningen ·
Wolken